# Zuni Mountain Stupa
Zuni Mountain Stupa är ett tibetianskt buddhisttempel i Zunibergen i New Mexico, USA. Den togs i bruk 2009.